# Cantonul Domont
Cantonul Domont este un canton din arondismentul Sarcelles, departamentul Val-d'Oise, regiunea Île-de-France, Franța.

## Comune
- Attainville (1.732 locuitori)
- Bouffémont (5.701 locuitori)
- Domont (14.883 locuitori) (reședință)
- Moisselles (962 locuitori)